# Непрядва
Непря́два — река в России, протекает по территории Воловского района Тульской области. Устье реки находится в 1809 км по правому берегу реки Дон. Длина реки составляет 67 км, площадь водосборного бассейна — 799 км².
Река берёт начало близ райцентра Волово и села Никитское с деревней-выселками Красный Холм Воловского района Тульской области, неподалёку от трассы М4 «Дон» (участок Москва — Воронеж), пересекающей её верховье с севера на юг. В прошлом, до пересыхания истоков, вытекала из озера Волово, имеющего карстовое происхождение и находящегося на Куликовом поле, рядом с одной из высших точек Средне-Русской возвышенности. Протекает по территории Воловского, Богородицкого и Кимовского районов. Впадает в Дон в Кимовском районе ниже села Монастырщина.
Волово-Знаменское — село Тульской губернии, Богородицкого уезда, при озере Волове и при оврагах системы реки Непрядвы, притока Дона, в высокой местности, до 900 футов над уровнем моря, богатой каменным углем (см. Богородицкий уезд). Число жителей около 2000 человек. (ЭСБЕ)

## Притоки
(указано расстояние от устья)
- балка Рыбий Верх (пр)[4]
- 15 км: река Сури (Буйчик) (лв)
- река Дубики (пр)[4]
- река Дегтянка (лв)[4]
- ручей Дубики (пр)[4]
- балка Дубики (пр)[4]
- 28 км: река Ситка (пр)
- 35 км: река Богоявленка (лв) с притоками Малёвка, Папоротка, Болото[5]
- 42 км: ручей Филипповка (пр)

## История
По летописным источникам — памятникам Куликовского цикла (самые известные из которых — «Задонщина» и «Сказание о Мамаевом побоище») — на берегу Непрядвы, недалеко от её «устья», находится место, на котором 8 сентября 1380 года произошло знаменитое «Мамаево (или Донское) побоище», впоследствии названное Карамзиным в его «Истории государства Российского» Куликовской битвой.
Согласно археологическим находкам с поискового участка № 22, примерная локализация Куликовской битвы — зона между балкой Рыбий верх и балками, приуроченными к реке Смолке. Участок представляет собой ровное горизонтальное
поле, достигающее по фронту 600—800 м при глубине свыше 3 км. Зона имеет подход с севера через Устьинский и Татинский броды и с юга в промежуток между Красным холмом и Хворостянским оврагом.
Согласно гипотезе С. Н. Азбелева, на древнерусском языке слово «устье» означало также исток реки, поэтому им была высказана догадка, что битва происходила вблизи истока Непрядвы из Волова озера, в самом центре Куликова поля, с последующим преследованием разбитого противника до верховьев реки Мечи (ныне — Красивая Меча), что из-за незначительности расстояния в западном направлении было вполне реально.
Большинство историков (за исключением В. В. Фомина) скептически отнеслись к этой гипотезе. Вопреки Азбелеву, ни один источник не отождествляет исток Непрядвы непосредственно с Воловым озером. Согласно «Книге Большому чертежу», из озера брала начало лишь одна река — Упа.

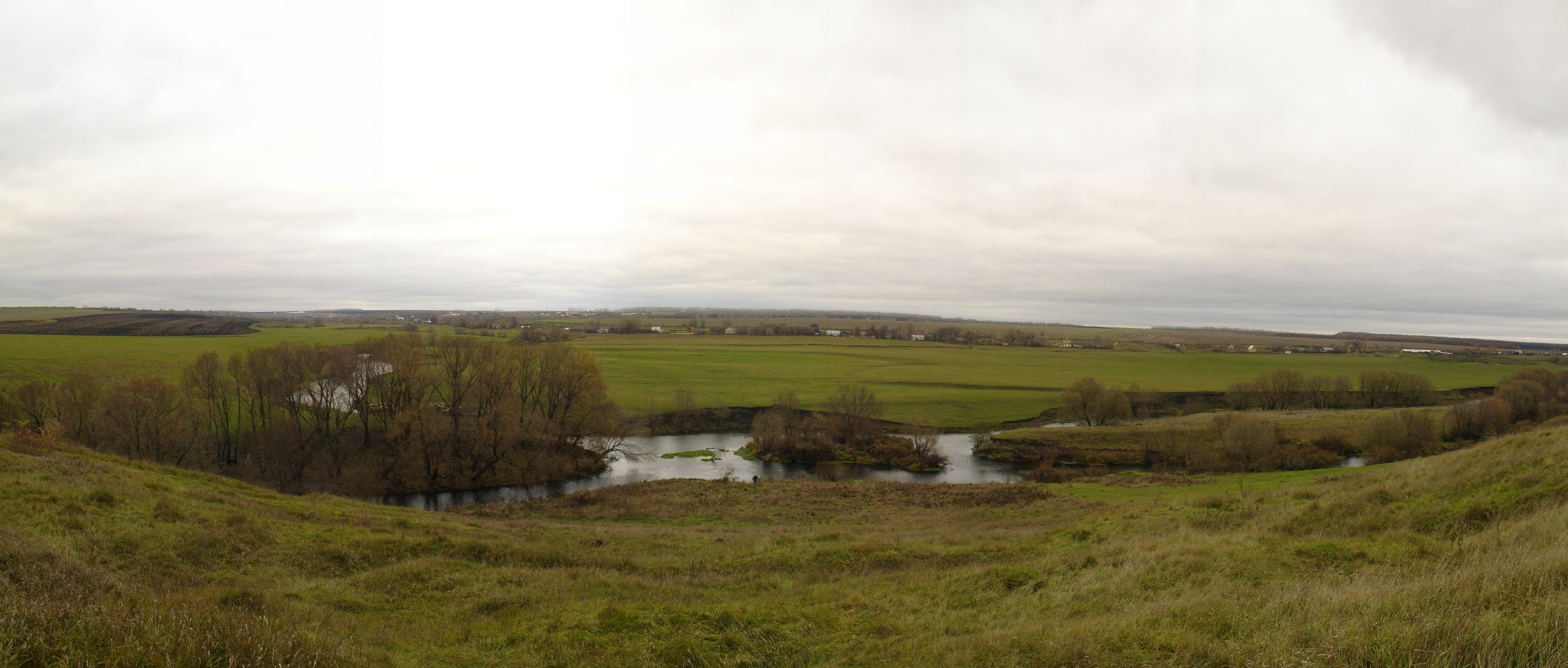
Панорама слияния Дона и Непрядвы

## Данные водного реестра
По данным государственного водного реестра России относится к Донскому бассейновому округу, водохозяйственный участок реки — Дон от истока до города Задонск, без рек Красивая Меча и Сосна, речной подбассейн реки — бассейны притоков Дона до впадения Хопра. Речной бассейн реки — Дон (российская часть бассейна).
Код объекта в государственном водном реестре — 05010100312107000000267.